# Під'язівні
Під'язі́вні — село в Україні, у Самарівській сільській громаді Ковельського району Волинської області. Населення становить 6 осіб.

## Географія
На північній околиці села розташоване озеро Лука (озеро).

## Населення
Згідно з переписом УРСР 1989 року чисельність наявного населення села становила 24 особи, з яких 10 чоловіків та 14 жінок.
За переписом населення України 2001 року в селі мешкало 27 осіб. 100 % населення вказало своєю рідною мовою українську мову.